# Syntaktischer Schaum

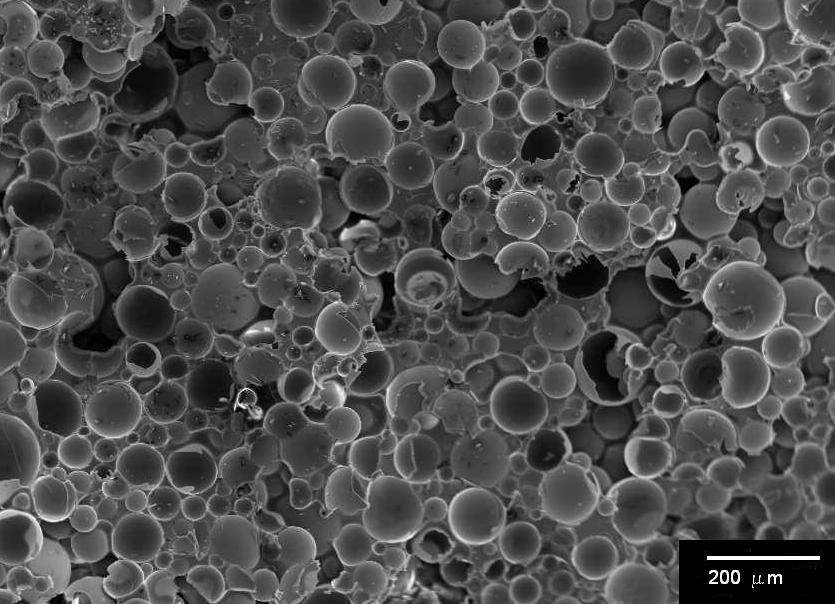
Syntaktischer Schaum aus Glashohlkugeln und Epoxidharz im Rasterelektronenmikroskop

Syntaktischer Schaum bzw. Verbundschaum (engl. syntactic foam, composite foam) ist ein Verbundwerkstoff, in den Hohlelemente wie Mikro-Glashohlkugeln oder metallische oder keramische Mikrohohlkörper eingebettet sind. Teilweise werden auch poröse Elemente wie Blähglasgranulate oder Perlite verwendet.
„Syntaktisch“ bedeutet in diesem Zusammenhang „zusammengesetzt“.
Der Begriff syntactic foam wurde ursprünglich 1955 von der Bakelite Company für ihre Kunststoff-Verbundmaterialien mit Hohlkugeln aus Phenoplast eingeführt.
Im Vergleich zu gewöhnlichen Schaumstoffen sind syntaktische Schäume schwerer und sehr viel steifer, da die Hohlräume gefüllt und somit kaum verformbar sind.
Als Matrixmaterial dienen häufig
- Polymere (insbesondere Duroplasts wie Kunstharze),
- Metalle, siehe Syntaktischer Metallschaum,
- keramische Massen (siehe auch Keramischer Faserverbundwerkstoff) und
- mineralische Bindemittel (meist Zement).

Syntaktische Polymer-Schäume werden in einer Vielzahl von technischen Anwendungen wie in der Luft- und Raumfahrt, der maritimen Technologie für Tiefseeanwendungen und der Automobilindustrie eingesetzt. Oft werden sie zu Sandwich-Paneelen, elektrischen Isolatoren, druckfeste Isoliermaterialien, Ultraschall-Koppelelemente und Auftriebskörpern in der Tiefseetechnik verarbeitet.